# Гран-Вемон
Гран-Вемо́н (фр. Grand Veymont) — гора во Французских Предальпах.
Высота над уровнем моря — 2341 м, относительная — 1165 м, это высшая точка массива Веркор. Гран-Вемон расположен на территории департамента Изер.
Геологически гора сложена известняками барремского века.
Территория горы включена в природный парк Веркор, который расширен за пределы горного массива, и его высшей точкой является гора Роше-Рон (2453 м).